# Nicolas Loiseleur
Nicolas Loiseleur, chanoine de Chartres, puis de Rouen, en remplacement d'un chanoine resté fidèle à la France, se fit remarquer au cours du procès qui jugea Jeanne d'Arc.
Se faisant passer pour un Lorrain prisonnier des Anglais, il entra plusieurs fois dans la prison de Jeanne, la persuadait de ne pas croire les gens d'Église, l'assurait qu'il était de son parti, lui parlait du roi et de ses révélations, lui promettait qu'elle serait sauvée, captait sa confiance, puis allait tout rapporter.
La légende dit de lui que, bouleversé par la condamnation, il voulut se précipiter aux pieds de sa victime pour lui demander pardon et que les Anglais l'auraient rudoyé, sinon banni de Rouen. Pourtant en juin 1431, il participe aux réunions du Chapitre de la cathédrale et représente celui-ci en juin 1435 au Concile de Bâle où il manifesta son zèle schismatique contre la Papauté.
Il mourut à Bâle, après 1442. En juin 1465, le Chapitre rouennais reçoit un volume provenant d'un legs de feu maître Nicolas Loiseleur.

## Représentations au cinéma
- 1916: Jeanne d'Arc, réalisé par Cecil B. DeMille : interprété par Tully Marshall[4].
- 1928: La Passion de Jeanne d'Arc, réalisé par Carl Theodor Dreyer : intérprété par Maurice Schutz[5].
- 1929: La Merveilleuse Vie de Jeanne d'Arc, fille de Lorraine, réalisé par Marco de Gastyne : interprété par Georges Paulais[6].
- 2019 : Jeanne, réalisé par Bruno Dumont : interprété par Fabien Fenet[7].